# Charles Fricker
Pour les articles homonymes, voir Fricker.
Charles Fricker, né le 16 juin 1867 à Rolle et mort le 13 juillet 1924 à Sierre, est une personnalité politique suisse, membre du Parti radical-démocratique.

## Biographie
De confession protestante, originaire de Veltheim (Argovie), Charles Fricker est le fils de Jean-Jacques Fricker et de Louise Gervaix. Il épouse Marie Lucie Martinoni. Il fait des études de droit à l'Université de Lausanne avant de travailler comme notaire à Rolle entre 1892 et 1917.

### Carrière politique
Membre du Parti radical-démocratique, Charles Fricker siège au Conseil communal (législatif) de Rolle entre 1893 et 1898 avant d'en être le président de 1898 à 1909.  Il est député au Grand Conseil vaudois entre 1904 et 1917 ; il en est le président en 1916. Il est élu conseiller d'État le 24 mars 1917 ; il y est responsable du département des finances jusqu'en 1924,.